# Ilira
Ilira Gashi (Brienz, 29 de outubro de 1994) é uma cantora, compositora e estilista suíça. Em 2018, ela assinou contrato com a Four Music e lançou seu single de estreia "Whisper My Name".

## Biografia
Ilira Gashi nasceu em 29 de outubro de 1994 em Brienz, Suíça, filha de pai Ismet e mãe Entela Gashi, o primeiro albanês do Kosovo de Pristina e o último albanês de Tirana. Ela postou vídeos dela mesma cantando no Instagram, o que a levou a um contrato com uma gravadora.
Mais tarde, Ilira mudou-se para Berlim, Alemanha, e assinou um contrato de gestão e publicação com a Sony Music Publishing. Em 2018, Ilira assinou contrato com a Four Music e lançou sua faixa de estreia "Whisper My Name" em 24 de agosto de 2018, seguida por seu segundo single "Get Off My D!ck" no mesmo ano que entrou no Spotify Viral Top 50 nos EUA Sua primeira colocação nas paradas foi alcançada junto com Alle Farben e a música "Fading", que alcançou o número 16 nas paradas de singles alemãs e o número 1 nas paradas alemãs de Airplay por quatro semanas consecutivas.
Em 2019, Ilira lançou quatro singles, "Do It Yourself", "Diablo" (com o produtor e artista espanhol Juan Magán), "Pay Me Back!" e "Extra Fr!es".
Em 2020, lançou os singles "Royalty", "Fuck It, I Love It!", "Ladida (My Heart Goes Boom)" (junto com Crispie), "Easy" e "Eat My Brain".
Em 14 de dezembro de 2021, Ilira anunciou que havia assinado um contrato conjunto com a Virgin Records e o Universal Music Group. Ela lançou o single "Flowers" em 17 de dezembro de 2021 como seu primeiro single solo de 2021 e seu primeiro single pela Virgin Records. Em 2022, lançou o single "Another Heart".